# 在ハガッニャ日本国総領事館
在ハガッニャ日本国総領事館（英語: Consulate-General of Japan in Hagatna）は、アメリカ合衆国グアム準州の主都ハガッニャ（アガナ）近郊にある自治体タムニンに設置されている日本の総領事館である。

## 沿革
- 1975年6月10日、在アガナ日本国総領事館（英語: Consulate-General of Japan in Agana）の開設が定められる[1]
- 1975年7月18日、アガナの総領事館が開設される[2]
- 1998年、グアムの主都アガナがハガッニャに改称される[3]
- 1999年3月31日、アガナの総領事館が在ハガッニャ日本国総領事館に改称される[4]

## 住所
| 所在地 | Suite 604, ITC Building, 590 South Marine Corps Drive, Tamuning, Guam 96913 |
| 私書箱 | P.O. Box AG, Hagatna, GU 96932                                              |

## 管轄地域
グアム及び北マリアナ諸島を管轄（うち北マリアナ諸島は総領事館傘下の在サイパン領事事務所が管轄）。